# Capidava biuncata
Capidava biuncata är en spindelart som beskrevs av Simon 1902. Capidava biuncata ingår i släktet Capidava och familjen hoppspindlar. Inga underarter finns listade.